# دوري الدرجة الأولى السعودي 1986–87
دوري الدرجة الأولى السعودي 1986–87. هذا هو الدوري نسخة رقم 10 في تاريخ دوري الدرجة الأولى السعودي. حصل وتأهل الكوكب إلى دوري المحترفين السعودي بعد حصوله على 29 نُقطة. وحل نادي أحد وصيفًا بحصوله على 23 نُقطة. وهبطا نادي الفتح بعد حصوله على 13 نُقطة، فيما حصل نادي الجيل على 6 نقاط وهبطا معًا إلى دوري الدرجة الثانية السعودي.

## الأندية المُشاركة
| النادي       | الموقع          | الملعب                                   |
| ------------ | --------------- | ---------------------------------------- |
| الكوكب       | الخرج           | ملعب الشعلة                              |
| نادي الرياض  | الرياض          | استاد الأمير تركي بن عبد العزيز          |
| الروضة       | الإحساء         | ملعب عبد الله بن جلوي                    |
| نادي الجبلين | حائل            | ملعب مدينة الأمير عبدالعزيز بن مساعد     |
| الجيل        | الإحساء         | ملعب الأمير عبد الله بن جلوي             |
| نادي الفيحاء | المجمعة         | مدينة المجمعة الرياضية                   |
| العربي       | محافظة عنيزة    | ملعب إدارة التعليم                       |
| أحد          | المدينة المنورة | مدينة الأمير محمد بن عبد العزيز الرياضية |
| التعاون      | القصيم          | مدينة الملك عبد الله الرياضية            |
| الفتح        | الإحساء         | ملعب الأمير عبد الله بن جلوي             |

## الترتيب
| المركز | النادي                   | لعب | فوز | تعادل | خسر | له | عليه | فارق | نقاط | التأهل أو الهبوط                    |
| ------ | ------------------------ | --- | --- | ----- | --- | -- | ---- | ---- | ---- | ----------------------------------- |
| 1      | نادي الكوكب              | 18  | 11  | 7     | 0   | 31 | 11   | 20+  | 29   | تأهل إلى دوري المحترفين السعودي     |
| 2      | نادي أحد                 | 18  | 9   | 5     | 4   | 28 | 21   | 7+   | 23   | تأهل إلى دوري المحترفين السعودي     |
| 3      | النادي العربي (السعودية) | 18  | 6   | 9     | 3   | 27 | 20   | 7+   | 21   |                                     |
| 4      | نادي الرياض              | 18  | 8   | 3     | 7   | 31 | 19   | 12+  | 19   |                                     |
| 5      | نادي التعاون (السعودية)  | 18  | 6   | 6     | 6   | 27 | 18   | 9+   | 18   |                                     |
| 6      | نادي الجبلين             | 18  | 6   | 6     | 6   | 30 | 26   | 6-   | 18   |                                     |
| 7      | نادي الروضة              | 18  | 6   | 5     | 7   | 14 | 15   | 1-   | 17   |                                     |
| 8      | نادي الفيحاء             | 18  | 5   | 6     | 7   | 18 | 24   | 6-   | 16   |                                     |
| 9      | نادي الفتح               | 18  | 4   | 5     | 9   | 12 | 26   | 14-  | 13   | هبط إلى دوري الدرجة الثانية السعودي |
| 10     | نادي الجيل               | 18  | 1   | 4     | 13  | 11 | 39   | 38-  | 6    | هبط إلى دوري الدرجة الثانية السعودي |

## روابط خارجية
- Saudi Arabia Football Federation
- Saudi League Statistics